# Гранжа-ду-Торту
Гранжа-ду-Торту (порт. Granja do Torto), официально Официальная резиденция Гранжа-ду-Торту (порт. Residência Oficial da Granja do Torto) — официальная резиденция президента Бразилии наряду с дворцами Планалту и Алворада. Используется в основном как выходная резиденция.
Расположенный на площади около 36 га земли, комплекс включает в себя искусственное озеро и ручей, плавательный бассейн, футбольное поле, мультиспортивное сооружение и вертолётную площадку.